# Гермкнёдль
Гермкнёдль (нем. Germknödel от нем. Germ — дрожжи и нем. Knödel — кнедль) — блюдо австрийской и баварской кухни. Гермкнёдль подаётся на десерт или как основное блюдо.
Название происходит от баваро-австрийского Germ (дрожжи) и Knödel (кнёдль). В Германии гермкнёдль называется Hefekloß, от немецкого Hefe (дрожжи) и Kloß (клёцка). В некоторых регионах Германии также называются сладкими клёцками (süße Klöße).
Гермкнёдль представляет собой большую круглую булочку из дрожжевого теста со сливовым повидлом внутри. Для начинки выбирается по возможности наиболее густое повидло, так как при тушении есть шанс того, что начинка может вытечь. Обычно готовится на пару или тушится в слегка подсоленной воде. При подаче поливается ванильным соусом или растопленным сливочным маслом (венский вариант) и посыпается смесью из мака и сахарной пудры. Всегда подаётся в горячем виде.
Гермкнёдль стоит отличать от другого похожего блюда дампфнудель, которое вместо варки на пару тушится в молоке или воде с маслом. Внешне похожие блюда различаются нижней частью: снизу дампфнудель немного поджаривается тогда, как гермкнёдль со всех сторон остаётся нежным и мягким.
На юге Чехии существует свой вариант этого блюда (kynuté borůvkové knedlíky) с черничной начинкой и посыпанный тёртым сухим творогом.